# 室生口大野駅
室生口大野駅（むろうぐちおおのえき）は、奈良県宇陀市にある、近畿日本鉄道大阪線の駅。駅番号はD46。

## 歴史
- 1930年（昭和5年）10月10日：参宮急行電鉄の榛原 - 伊賀神戸間開通時に開業[1]。
- 1941年（昭和16年）3月15日：大阪電気軌道との会社合併により、関西急行鉄道の駅となる[1]。
- 1944年（昭和19年）6月1日：会社合併により近畿日本鉄道の駅となる[1]。
- 2007年（平成19年）4月1日：PiTaPa使用開始[2]。
- 2010年（平成22年）10月10日：天皇・皇后の奈良視察に伴うお召し列車が、近鉄奈良駅から当駅間に運転される。21020系（アーバンライナーnext）の第1編成を充当[3][4]。
- 2012年（平成24年）3月20日：快速急行の停車駅に追加される[5]。
- 2013年（平成25年）12月21日：終日無人駅化[6]。

## 駅構造

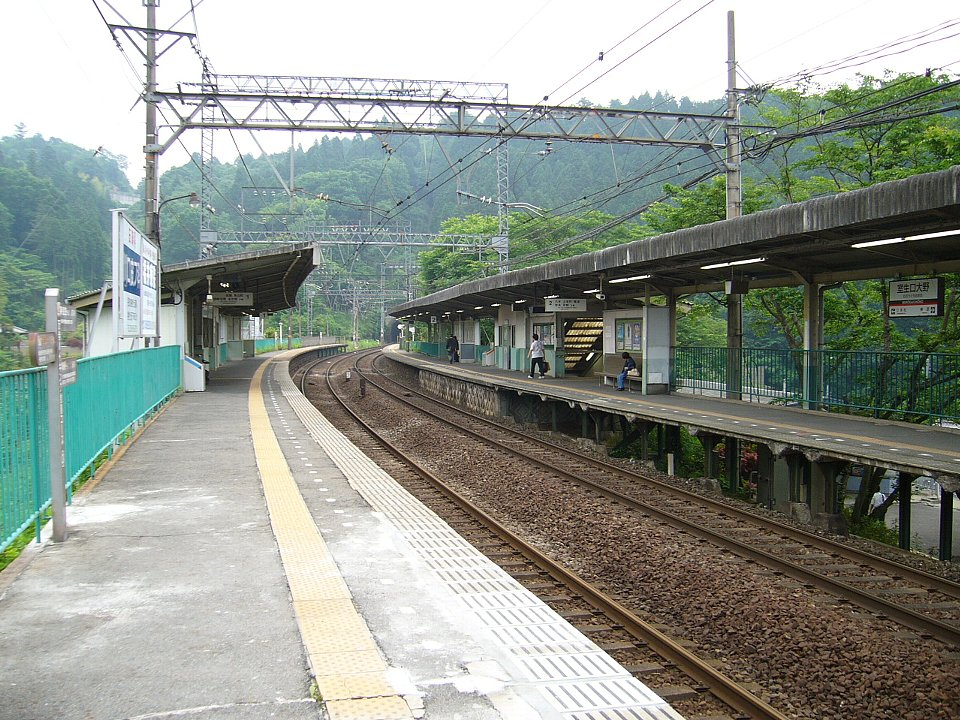
構内

相対式2面2線のホームを持つ地上駅。築堤上にあるため、上り線南側にある駅舎はホームよりも1階下にあり、各ホームとは階段で連絡している。改札口は1ヵ所のみ。ホーム有効長は10両。
- 榛原駅管理の無人駅で、PiTaPa・ICOCA対応の自動改札機および自動精算機（回数券カードおよびICカードのチャージに対応）が設置されている。

### のりば
| のりば | 路線     | 方向 | 行先               |
| ------ | -------- | ---- | ------------------ |
| 1      | D 大阪線 | 下り | 名張・五十鈴川方面 |
| 2      | D 大阪線 | 上り | 大阪上本町方面     |

## 運行形態
- 特急以外の全一般列車が停車する[8]。当駅に停車する列車は半数以上が急行（桜井駅 - 榊原温泉口駅間各駅停車）となっており、朝夕は快速急行が加わるものの、準急（河内国分駅 - 名張駅間各駅停車）、区間準急（近鉄八尾駅 - 名張駅間各駅停車）や普通列車の停車はわずかとなっている[9]。
- 日中は急行が毎時3本停車する。朝夕は快速急行と準急（一部は区間準急）が毎時3本 - 5本停車しているが、平日夜間の大阪方面行きは急行も加わり、毎時2本 - 4本の停車本数となる[9]。

## 当駅乗降人員
近年における当駅の1日乗降人員の調査結果は以下の通り。
- 2023年11月7日：702人
- 2022年11月8日：761人
- 2021年11月9日：596人
- 2018年11月13日：956人
- 2015年11月10日：1,236人
- 2012年11月13日：1,345人
- 2010年11月9日：1,446人
- 2008年11月18日：1,443人
- 2005年11月8日：1,869人

## 利用状況
- 室生口大野駅の利用状況の変遷を下表に示す。
  - 輸送実績（乗車人員）の単位は人であり、年度での総計値を示す。年度間の比較に適したデータである。
  - 乗降人員調査結果は任意の1日における値（単位：人）である。調査日の天候・行事等の要因によって変動が大きいので年度間の比較には注意を要する。
  - 表中、最高値を赤色で、最高値を記録した年度以降の最低値を青色で、最高値を記録した年度以前の最低値を緑色で表記している。

| 年度別利用状況（室生口大野駅） | 年度別利用状況（室生口大野駅）      | 年度別利用状況（室生口大野駅）      | 年度別利用状況（室生口大野駅）      | 年度別利用状況（室生口大野駅）      | 年度別利用状況（室生口大野駅） | 年度別利用状況（室生口大野駅） | 年度別利用状況（室生口大野駅） |
| 年 度                          | 当駅分輸送実績（乗車人員）：人/年度 | 当駅分輸送実績（乗車人員）：人/年度 | 当駅分輸送実績（乗車人員）：人/年度 | 当駅分輸送実績（乗車人員）：人/年度 | 乗降人員調査結果 人/日         | 乗降人員調査結果 人/日         | 特 記 事 項                    |
| ------------------------------ | ----------------------------------- | ----------------------------------- | ----------------------------------- | ----------------------------------- | ------------------------------ | ------------------------------ | ------------------------------ |
| 年 度                          | 通勤定期                            | 通学定期                            | 定期外                              | 合 計                               | 調査日                         | 調査結果                       | 特 記 事 項                    |
| 1982年（昭和57年）             |                                     |                                     |                                     | 614,192                             | 11月16日                       | 2,990                          |                                |
| 1983年（昭和58年）             |                                     |                                     |                                     | 603,240                             | 11月8日                        | 3,143                          |                                |
| 1984年（昭和59年）             |                                     |                                     |                                     | 573,101                             | 11月6日                        | 3,010                          |                                |
| 1985年（昭和60年）             |                                     |                                     |                                     | 525,776                             | 11月12日                       | 2,744                          |                                |
| 1986年（昭和61年）             |                                     |                                     |                                     | 537,250                             | 11月11日                       | 3,437                          |                                |
| 1987年（昭和62年）             |                                     |                                     |                                     | 543,703                             | 11月10日                       | 3,412                          |                                |
| 1988年（昭和63年）             |                                     |                                     |                                     | 585,926                             | 11月8日                        | 3,629                          |                                |
| 1989年（平成元年）             |                                     |                                     |                                     | 571,720                             | 11月14日                       | 3,504                          |                                |
| 1990年（平成2年）              |                                     |                                     |                                     | 566,441                             | 11月6日                        | 3,549                          |                                |
| 1991年（平成3年）              |                                     |                                     |                                     | 576,213                             |                                |                                |                                |
| 1992年（平成4年）              |                                     |                                     |                                     | 548,240                             | 11月10日                       | 3,343                          |                                |
| 1993年（平成5年）              |                                     |                                     |                                     | 553,526                             |                                |                                |                                |
| 1994年（平成6年）              |                                     |                                     |                                     | 521,744                             |                                |                                |                                |
| 1995年（平成7年）              |                                     |                                     |                                     | 509,525                             | 12月5日                        | 2,287                          |                                |
| 1996年（平成8年）              |                                     |                                     |                                     | 511,990                             |                                |                                |                                |
| 1997年（平成9年）              |                                     |                                     |                                     | 477,667                             |                                |                                |                                |
| 1998年（平成10年）             |                                     |                                     |                                     | 448,975                             |                                |                                |                                |
| 1999年（平成11年）             |                                     |                                     |                                     | 422,355                             |                                |                                |                                |
| 2000年（平成12年）             |                                     |                                     |                                     | 459,641                             |                                |                                |                                |
| 2001年（平成13年）             |                                     |                                     |                                     | 445,169                             |                                |                                |                                |
| 2002年（平成14年）             |                                     |                                     |                                     | 417,254                             |                                |                                |                                |
| 2003年（平成15年）             |                                     |                                     |                                     | 404,411                             |                                |                                |                                |
| 2004年（平成16年）             |                                     |                                     |                                     | 358,061                             |                                |                                |                                |
| 2005年（平成17年）             | 197,760                             | ←←←←                                | 114,691                             | 312,451                             | 11月8日                        | 1,869                          |                                |
| 2006年（平成18年）             |                                     |                                     |                                     |                                     |                                |                                |                                |
| 2007年（平成19年）             |                                     |                                     |                                     |                                     |                                |                                |                                |
| 2008年（平成20年）             |                                     |                                     |                                     |                                     |                                |                                |                                |
| 2009年（平成21年）             |                                     |                                     |                                     |                                     |                                |                                |                                |
| 2010年（平成22年）             |                                     |                                     |                                     |                                     |                                |                                |                                |
| 2011年（平成23年）             |                                     |                                     |                                     |                                     |                                |                                |                                |
| 2012年（平成24年）             |                                     |                                     |                                     |                                     | 11月8日                        | 1,345                          |                                |

## 駅周辺
- 宇陀市役所室生地域事務所（旧室生村役場）
- 室生振興センター

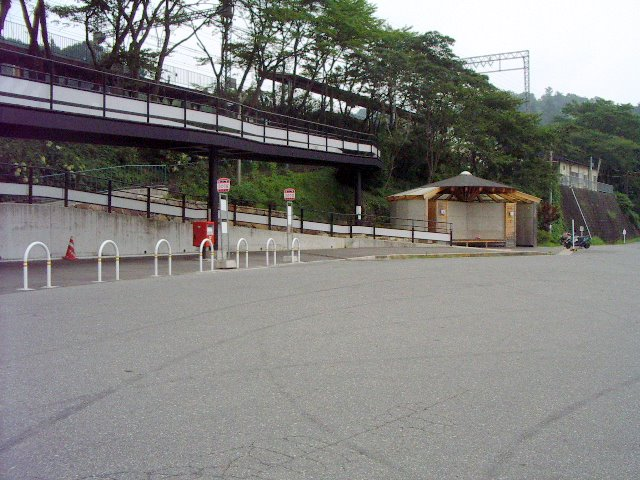
駅前風景

  - 宇陀市中央公民館室生分館（宇陀市立図書館の予約資料を受け取ることが出来る）
- 奈良県広域消防組合宇陀消防署北分署
- 大野寺（磨崖仏）
- 大野簡易郵便局
- 宇陀市観光案内所
- 国道165号

### バス路線
奈良交通
- 44:室生龍穴神社ゆき（平日7便・土休8便運行）

駅前のロータリーに乗り入れている。以前の43：室生寺ゆきの路線を延伸したもの。
宇陀市デマンド型乗合タクシー
- 東里・三本松・室生エリアゆき（平日6便運行・土休運休）

※2006年に奈良交通の同路線を継承し、宇陀市営有償バス 榛原大野線（榛原駅経由 宇陀市役所行き）として運行していたが、2012年に現形態へと転換した。乗車は利用登録済の宇陀市民、旧室生村域通勤者、地域内で介護および財産管理を行う者に限られる。

## 隣の駅
近畿日本鉄道
D 大阪線
■快速急行
榛原駅 (D45) - 室生口大野駅 (D46) - 赤目口駅 (D48)
■急行・■準急・■区間準急・■普通
榛原駅 (D45) - 室生口大野駅 (D46) - 三本松駅 (D47)